# Модра (град)
Модра (слч. Modra, мађ. Modor) су град у Словачкој, који се налази у оквиру Братиславског краја, где припада округу Пезинок.

## Географија
Модра је смештена у западном делу државе. Главни град државе, Братислава, налази се свега 25 км југозападно од града, па је суштински Модра њено предграђе.
Рељеф: Модра је развила у Малокарпацкој области, која је назив добила по Малим Карпатима, планини која се издиже непосредно западно од града. Град је у равници, на приближно 175 m надморске висине. Источно од Модре почиње Панонска низија.
Клима: Клима у Модри је умерено континентална.
Воде: Кроз Модру протиче Столични поток.

## Историја
Људска насеља на овом простору датирају још из праисторије. Насеље се први пут спомиње 1158, као место у оквиру Краљевине Угарске. Насеље је добило градска права 1321. године, када постаје значајан занатско средиште насељено Немцима. Посебно је било чувено по керамици.
Крајем 1918. Модра је постала део новоосноване Чехословачке. За време комунизма град је нагло индустријализован, па је дошло до наглог повећања становништва. После осамостаљења Словачке град је постао њено значајно средиште, али је дошло до привредних тешкоћа у време транзиције. Последњих година град је све значајнији као предграђе Братиславе.

## Становништво
| Година:    | 1994. | 2004.   | 2014.   | 2024.   |
| ---------- | ----- | ------- | ------- | ------- |
| Број људи: | 8409  | 8657    | 8817    | 9160    |
| Разлика:   |       | +2,94 % | +1,84 % | +3,89 % |

| Година:    | 2023. | 2024.   |
| ---------- | ----- | ------- |
| Број људи: | 9201  | 9160    |
| Разлика:   |       | -0,44 % |

Модра данас има око 9.000 становника и последњих година број становника расте.
Етнички састав: По попису из 2001. састав је следећи:
- Словаци - 97,4%,
- Чеси - 1,0%,
- Мађари - 0,4%,
- остали.

Верски састав: По попису из 2001. састав је следећи:
- римокатолици - 52,6%,
- лутерани - 25,8%,
- атеисти - 15,0%,
- остали.

## Галерија
- Градска капија
- Римокатоличка црква
- Градски музеј
- Евангелистичке цркве (немачка и словачка)